# سرخس باتلاقی
سرخس باتلاقی (Thelypteris) سرده‌ای از سرخس‌باتلاقیان با ۸۷۵ گونه است که بسیاری از آن‌ها شبیه به هم هستند و در سرتاسر جهان یافت می‌شوند؛ اغلب گیاهان این سرده به‌استثنای تعداد کمی که بر روی صخره می‌رویند، زمین‌رُست هستند.
اگرچه تعداد کمی از گیاهان این سرده در نواحی معتدل وجود دارند، اکثر گونه‌های آن در نواحی گرمسیری یافت می‌شوند.